# Araneus elizabethae
Araneus elizabethae là một loài nhện trong họ Araneidae.
Loài này thuộc chi Araneus. Araneus elizabethae được Herbert Walter Levi miêu tả năm 1991.